# Paul Lacomblez
Pour les articles homonymes, voir Lacomblez.
Paul Lacomblez (1855-1932) est un éditeur belge de la fin du XIXe siècle qui édita, entre autres, Maurice Maeterlinck, Émile Verhaeren, Albert Giraud, ainsi que les premiers recueils de Max Elskamp. 
En tant qu'auteur, on lui doit deux pièces de théâtre : Jeunes Filles : monologues et pièces à dire (1890) ainsi que Loth et ses filles (1891).